# Памятник «Воинам Первой мировой войны» в Национальном Конном Парке «Русь»
| Страна:        | Россия             |
| Регион:        | Московская область |
| Скульптор:     | Мария Тихонова     |
| Дата открытия: | 1 августа 2014 г.  |

Обелиск «Воинам Первой мировой войны»

Памятник «Воинам Первой мировой войны» — 1 августа 2014 года в национальном конном парке «Русь» Ленинского района Московской области состоялось торжественное открытие обелиска, приуроченного к 100-летию начала Первой мировой войны. 
Автором скульптурной композиции является художник-монументалист Мария Тихонова Архивная копия от 11 сентября 2017 на Wayback Machine, известная своими многочисленными монументальными работами в различных районах Москвы и Московской области. При создании обелиска она применила инновационный световой дизайн, благодаря которому в тёмное время суток памятник станет похож на свечу.

## Композиция
Основание обелиска украшено изображением Георгиевского креста четырёх степеней, являющегося главной военной наградой Российской империи.

## Церемония открытия
В числе почетных гостей на открытии присутствовал Михаил Семёнович Буденный — сын легендарного маршала Семена Михайловича Буденного, полного кавалера Ордена Святого Георгия, глава администрации Ленинского района  Сергей Кошман, Президент Национального Фонда Святого Трифона Валерий Беленький, настоятель храма Святителя Николая Сергий Свалов, а также кинорежиссер Николай Бурляев — народный артист России, известный актёр кино и театра.
На открытии памятника Михаил Семенович Буденный отметил: «Открытие этого памятника имеет значение не только для Подмосковья, но и для Москвы, и для России в целом. Чем больше будет возведено подобных монументов, тем лучше – нельзя забывать свою историю и людей, которые положили свои жизни за правое дело».
Торжественное открытие обелиска завершилось освещением памятника и отслужением молебна настоятелем храма Св. Николая отцом Сергием. Собравшиеся возложили венки к памятнику. Под звуки марша «Прощание славянки» перед собравшимися прошёл конный караул в форме офицеров времен Первой мировой войны.

## Галерея